# Коллиндж, Патрисия
Патрисия Коллиндж (англ. Patricia Collinge, 20 сентября 1890 — 10 апреля 1974) — ирландская актриса, номинантка на премию «Оскар» в 1941 году.

## Биография
Патрисия Коллиндж родилась в Дублине. Её актёрская карьера началась в 1904 году в одном из театров Лондона. В 1907 году она с матерью переехала в США, где с 1910 года стала выступать в театрах в качестве комедийной актрисы. В последующие годы она много работала в американских театрах, играла на Бродвее, а также гастролировала в Великобритании. В 1932 году Патрисия Коллиндж получила хорошие отзывы критиков в The New York Times за свою роль в постановке «Осенний крокус».
В 1939 году актриса исполнила роль Бирди Хуббард в бродвейской пьесе «Маленькие лисички», а спустя два года снялась в её экранизации, где главную роль сыграла Бетт Дейвис. За эту роль Патрисия Коллиндж была номинирована на «Оскар» в качестве лучшей актрисы второго плана. У неё также была примечательная роль в фильме Альфреда Хичкока «Тень сомнения» в 1943 году.
В течение последующих лет Патрисия Коллиндж активно продолжала играть на театральной сцена, на которой последний раз появилась в декабре 1952 года в театре Этель Берримор. После этого актриса изредка снималась на телевидении и в кино. Её последней киноролью стала монахиня Уильям в фильме «История монахини» (1959) с Одри Хепбёрн в главной роли. На телевидении у актрисы были роли в сериалах «Альфред Хичкок представляет», «Час Альфреда Хичкока» и «Полиция Нью-Йорка».
У актрисы было четверо мужей. Первый муж, Фрэнк Макгинни (развелась в 1920 году), стал отцом её дочери дочь. От второго супруга, Роберта Колвуда (развелась в 1930 году), актриса также родила дочь. Третий муж, Стивен Джервуд, от которого Коллиндж родила своего третьего ребёнка,, погиб в автокатастрофе в 1937 году после 4 лет брака. Четвёртый супруг, Элжбет Баретсу, оставался с актрисой до самой её смерти. В этом браке у Коллиндж было двое детей.
Последние годы жизни Патрисия Коллиндж жила в Нью-Йорке, где и умерла от инфаркта 10 апреля 1974 года на 82 году жизни.

## Фильмография
| Год       |   | Русское название             | Оригинальное название         | Роль             |
| --------- | - | ---------------------------- | ----------------------------- | ---------------- |
| 1941      | ф | Лисички                      | The Little Foxes              | Берди Хаббард    |
| 1943      | ф | Тень сомнения                | Shadow of a Doubt             | Эмма Ньютон      |
| 1943      | ф | Нежный товарищ               | Tender Comrade                | Хелен Стейси     |
| 1944      | ф | Казанова Браун               | Casanova Brown                | миссис Друри     |
| 1951      | ф | Тереза                       | Teresa                        | Клара Касс       |
| 1951—1953 | с | Первая студия                | Studio One                    | н/д              |
| 1952      | с | Театр Целанез                | Celanese Theatre              | н/д              |
| 1952      | ф | Вашингтонская история        | Washington Story              | мисс Галбрет     |
| 1953      | с | —                            | The Web                       | н/д              |
| 1953      | с | Телевизионный театр Goodyear | Goodyear Television Playhouse | н/д              |
| 1953      | с | Сборник                      | Omnibus                       | н/д              |
| 1954      | с | —                            | Campbell Playhouse            | н/д              |
| 1954      | с | —                            | Love Story                    | н/д              |
| 1954—1956 | с | —                            | Justice                       | н/д              |
| 1955      | с | —                            | Star Tonight                  | н/д              |
| 1955      | с | —                            | Appointment with Adventure    | н/д              |
| 1955—1956 | с | Театр Армстронга             | Armstrong Circle Theatre      | мисс Миклер      |
| 1955—1964 | с | Альфред Хичкок представляет  | Alfred Hitchcock Presents     | разные персонажи |
| 1956      | с | —                            | Front Row Center              | миссис Гудейл    |
| 1957      | с | Кульминация                  | Climax!                       | миссис Рампейдж  |
| 1959      | ф | История монахини             | The Nun’s Story               | сестра Уильям    |
| 1962      | с | Час «Юнайтед Стейтс Стил»    | The United States Steel Hour  | н/д              |
| 1963      | с | Восток/Запад                 | East Side/West Side           | мисс Аллен       |
| 1967      | с | Полиция Нью-Йорка            | N.Y.P.D.                      | миссис Ферниг    |